# Slovenská letecká společnost
Slovenská letecká společnost (SLS) — колишня словацька авіакомпанія, що існувала в 1939-1944 роках.

## Історія
Компанія була заснована 19 червня 1939 як акціонерне товариство зі статутним капіталом в 1 мільйон крон і 51% акцій у власності держави. Через нестачу власних літаків та персоналу, перший маршрут Братислава — Відень обслуговувався 10-місними лайнерами Ju 86 компанії Deutsche Luft Hansa та її екіпажами. Ця лінія працювала з липня до серпня 1939 року.
У 1940 році Департамент цивільної авіації Міністерства національної оборони Словаччини спромігся придбати два літаки: Stinson SR-10C Reliant (OK-ATZ, колишній голландський PH-ATZ) і Airspeed AS.6 Envoy (OK-DOA, раніше OK-VIT, що належав компанії Vítkovice (VHHT)), які, однак, виявились непридатними для польотів. Передбачалося після проведення необхідного ремонту використовувати їх на внутрішній лінії Братислава – П'єштяни – Зволен – Списька Нова Весь. З технічних причин цей проект не був реалізований і "Стінсон", який пізніше вважався особистим літаком президента Й. Тисо і генерала Ф. Чатлоша, був знищений в 1945 році відступаючими німецькими військами.
З червня по початок жовтня 1940 року виконувалися лише польоти за маршрутом Братислава — Відень, який також обслуговувала Люфтганза.
У 1941 році SLS орендувала у DLH один Ju 86 з екіпажем, що літав до Відня з кінця липня до початку жовтня.
В 1942 році на віденському маршруті також з'явилися Ju 86 угорської компанії Malert. Крім того, була створена лінія Будапешт - Братислава - Відень - Бреслау - Берлін, що діяла з середини липня до кінця вересня 1942 року, але її обслуговували виключно угорські "Юнкерси", також орендовані у Люфтганзи.
У квітні 1943 року Словаччина закупила два Focke-Wulf Fw 58 L Reiseweihe W.Nr. 3100 та 3101 (OK-TRE "Prešov" та OK-HLM "Bratislava") і одночасно завершила ремонт Envoy — котрий розбився вже 03.05.1943 р.
Обидва "Фокке-Вульфи" почали експлуатуватися на лінії Братислава - Відень 15 травня 1943 року. Наступного дня також було урочисто відкрито національну лінію Братислава — Зволен — Прешов, яку було пізніше продовжено до Відня, що діяла до 30.9.1943.
1944 року ситуація на фронті вже не дозволяла експлуатувати цивільний авіатранспорт. Обидва FW 58 були реквізовані та включені до складу ВПС. OK-TRE розбився у липні того ж року та не відновлювався; OK-HLM, який після початку словацького національного повстання перелетів на аеродром «Три дуби», був знищений під час німецького авіанальоту 31 серпня 1944 року.